# サムゲーオ
サムゲーオ（イタリア語: Samugheo）は、イタリア共和国サルデーニャ自治州オリスターノ県にある、人口約3,000人の基礎自治体（コムーネ）。

## 地理

### 位置・広がり

#### 隣接コムーネ
隣接するコムーネは以下の通り。括弧内のNUはヌーオロ県所属を示す。
- アッライ
- アズーニ
- アッツァーラ (NU)
- ブザーキ
- ラーコニ
- メアーナ・サルド (NU)
- オルトゥエーリ (NU)
- ルイーナス
- ソルゴノ (NU)